# Santa Rosalía (Colombia)
Santa Rosalía è un comune della Colombia facente parte del dipartimento di Vichada.
Il centro abitato venne fondato da un gruppo di coloni nel 1970, mentre l'istituzione del comune è del 1993.